# Кара Волтерс
Кара Волтерс (англ. Kara Wolters, 15 серпня 1975) — американська баскетболістка.
Олімпійська чемпіонка 2000 року.
Переможниця літньої універсіади 1997 року, срібна призерка 1995 року.
Чемпіонка світу з баскетболу серед жінок 1998 року, бронзова призерка 1994 року.
Переможниця Кубка Р. Вільяма Джонса 1996 року.